# Pacu itiak

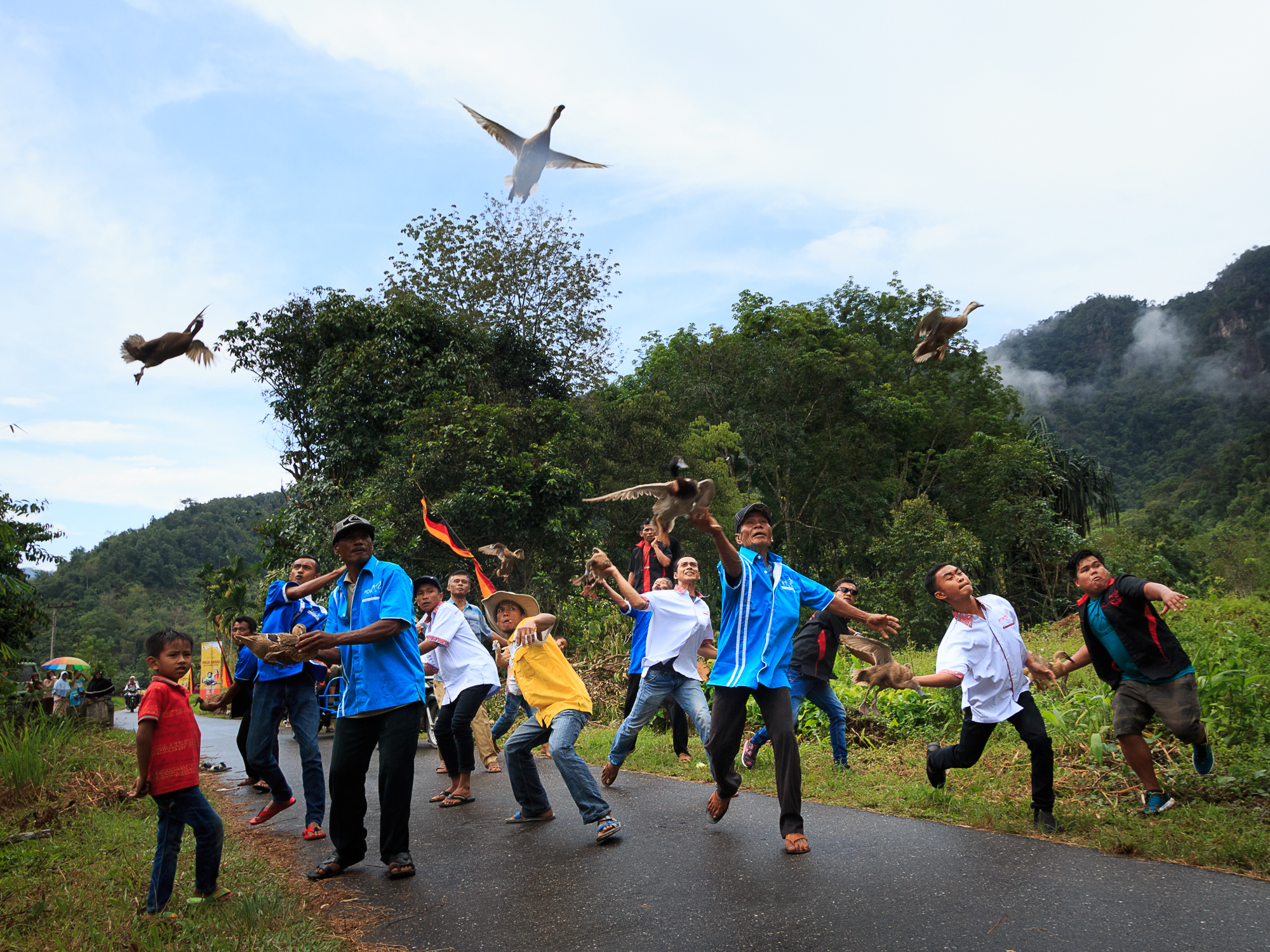
Lancer des canards, lors du pacu itiak, en 2017.

Le pacu itiak (en minangkabau « course de canards volants ») est une course de canards traditionnelle ayant lieu à Payakumbuh, dans le Sumatra occidental, en Indonésie.
On utilise de jeunes canes locales (âgées de 4 à 6 mois) qui ne peuvent pas voler complètement et les lance en l'air : l'animal doit ensuite parcourir en volant des distances allant de 600 à 2 000 m jusqu'à arriver à un endroit bien précis qui lui a été indiqué avant la course ; le canard gagnant, que l'on identifie grâce au numéro peint sur le bec, est le premier à y arriver.
Les courses ont lieu chaque semaine dans différents lieux de la même province, avec des rizières et des rues servant de lieux de rendez-vous.
L'origine de ces courses est incertaine : on pense qu'elles ont commencé lorsque les « bergers » de canards, après avoir remarqué que si peu d'oiseaux savaient voler, ont décidé de les entraîner à voler et à les faire courir ensuite, suivant une formation très spécifique. La course se fait désormais dans le cadre d'un festival, à la suite de spectacles joués par des enfants et de démonstrations de silat, « une forme traditionnelle de légitime défense, mais [qui] utilise également le pouvoir et la concentration de l'esprit ».